# Walter Nikkels
Walter J. Nikkels (Lobith, 1940) is een Nederlands typograaf en ontwerper, die woont en werkt in Dordrecht en Keulen.

## Leven en werk
Nikkels werd opgeleid aan de Rotterdamse Academie, de Kunstacademie van München en de Accademia di Brera in Milaan. Hij kreeg onder meer les van Gijs Voskuyl. Nikkels ontwierp onder andere affiches, bankbiljetten, museumcatalogi en postzegels (waaronder bevrijdingszegels van 1980, zomerzegels van 1977 en 1983). Hij ontving voor zijn typografische oeuvre de H.N. Werkmanprijs Prijs en de Charles Nijpels Prijs.
Walter Nikkels beperkt zich niet tot typografie. Zo richtte hij diverse tentoonstellingen in waaronder de Dokumenta 7 in Kassel (1982) en in 2003 de Van Gogh-tentoonstelling in het Kröller-Müller Museum. Hij verzorgde ook de inrichting van het Museum Het Kurhaus in Kleef. In 1986 werd hij professor verbonden aan de Kunstacademie in Düsseldorf.
Nikkels ontwierp boeken en catalogi voor het Van Abbemuseum in Eindhoven, in de tijd dat Rudi Fuchs daar directeur was (1975-1987). Fuchs werd later directeur van het Stedelijk Museum. Bij diens afscheid in 2003 werd een presentatie ingericht met de grafische ontwerpen van Nikkels voor het Stedelijk in de jaren 1993-2002, waaronder zijn uitnodigingskaarten, catalogi, cahiers en affiches.
- Gemeinsame Normdatei: 120817993
- International Standard Name Identifier: 0000 0000 7862 3380
- Library of Congress Control Number: n97119055
- Nederlandse Thesaurus van Auteursnamen: 074770594
- RKD-Nederlands Instituut voor Kunstgeschiedenis: 59658
- Système universitaire de documentation: 128132655
- Union List of Artist Names: 500116775
- Virtual International Authority File: 22981968
- WorldCat: E39PBJpjgt8WrDdvd6t6TpDTHC